# Emilio Sánchez Piedras
Emilio Sánchez Piedras (Apizaco, Tlaxcala; 16 de noviembre de 1927 - Ciudad de México, 13 de junio de 1981) fue un político mexicano, miembro del Partido Revolucionario Institucional. Fue gobernador de Tlaxcala entre 1975 y 1981.
Emilio Sánchez Piedras fue abogado egresado de la Universidad Nacional Autónoma de México, de 1941 a 1948 fue Agente del Ministerio Público en el Distrito Federal y luego abogado consultor del Departamento de Asuntos Indígenas, Secretario Particular de los gobernadores de Tlaxcala Mauro Angulo y Rafael Ávila Bretón y luego diputado al Congreso de Tlaxcala. Electo diputado federal en dos ocasiones, a la XLII Legislatura de 1952 a 1955 y a la XLIV Legislatura de 1958 a 1961 en la cual fue Presidente de la Cámara de Diputado, en esta última legislatura pronunció un discurso de apoyo a la Revolución Cubana lo cual le valió un alejamiento de la vida política por un espacio de 15 años.
En 1974 fue postulado y electo Gobernador de Tlaxcala para el periodo de 1975 a 1981 y falleció unos meses después de culminar su periodo.